# بيتر سيري
بيتر سيري (بالفرنسية: Pieter Serry)‏ (و. 1988  م) هو راكب دراجة هوائية بلجيكي، شارك في طواف إسبانيا، وطواف إسبانيا 2013، وطواف إسبانيا 2014، وطواف إيطاليا 2014.

## سجل الفوز

### سباقات أو مراحل فاز بها
| التاريخ        | السباق                                  | المركز                                            |
| -------------- | --------------------------------------- | ------------------------------------------------- |
| 29 يناير 2012  | سباق جائزة لا مارسيليس الكبرى 2012      | التاسع في التصنيف العام                           |
| 31 مارس 2012   | فولتا ليمبورغ الكلاسيكي 2012            | الرابع في التصنيف العام                           |
| 11 أبريل 2012  | برابانتس بييل 2012                      |                                                   |
| 20 مايو 2012   | طواف النرويج 2012                       | الثاني في تصنيف أفضل شاب، السادس في التصنيف العام |
| 14 سبتمبر 2012 | Grand Prix de la Somme 2012             | السابع في التصنيف العام                           |
| 27 يوليو 2013  | طواف سان سيباستيان 2013                 | الثامن في التصنيف العام                           |
| 13 أغسطس 2013  | طواف أين 2013                           | الثامن في تصنيف النقاط                            |
| 06 أكتوبر 2013 | طواف لومبارديا 2013                     | السابع في التصنيف العام                           |
| 07 مارس 2015   | ستراد بينك 2015                         | المرتبة 20 في التصنيف العام                       |
| 29 يناير 2017  | فولتا سان خوان 2017                     | العاشر في التصنيف العام                           |
| 10 فبراير 2018 | فولتا مورسيا 2018                       | الخامس في التصنيف العام                           |
| 22 سبتمبر 2020 | سباق الطريق للرجال في بطولة بلجيكا 2020 |                                                   |
| 07 سبتمبر 2021 | 2021 Gullegem Koerse                    |                                                   |

## روابط خارجية
- بيتر سيري على موقع الاتحاد الدولي للدراجات (الإنجليزية)
- بيتر سيري على موقع أرشيف الدراجات (الإنجليزية)
- بيتر سيري على موقع إحصائيات الدراجات الإحترافية (الإنجليزية)
- بيتر سيري على موقع نسبة الدراجات (الإنجليزية)
- بيتر سيري على موقع CycleBase (الإنجليزية)